# Douglas Tarnawiecki
Douglas Tarnawiecki (1948) es un director de coro y compositor clásico peruano.

## Biografía
Nació en Lima, hijo de la directora de coros Jean Tarnawiecki. Empezó sus estudios musicales desde temprana edad. Estudió en el Conservatorio Nacional de Música con Enrique Iturriaga, graduándose en 1973 en composición y dirección coral. Al año siguiente obtuvo una beca Fulbright que le permitió continuar sus estudios en la Eastman School of Music de la Universidad de Rochester en donde obtuvo una maestría en composición en 1977. Ese mismo año viajó a Grecia para trabajar con la Unesco en un proyecto de investigación musical. Al término del proyecto, en 1982, regresó al Perú donde, aparte de enseñar Composición y Orquestación en el CNAM, también participó como director de varios coros.
Desde 1988 vive en México donde es Director del Ensamble Coral de Coyoacán; también es el director del grupo instrumental “Itinerantes”, con quienes, entre sus muchas actividades, compusieron y ejecutaron la música compuesta para la Capilla Abierta de Tlalmanalco, considerada como Patrimonio de la Humanidad por la UNESCO, y para cual se realizó la grabación “Umbral”; actualmente se está produciendo su segundo CD “Mundos”. En julio de 2005, el CD “Empatía” para piano y percusiones, junto con su hijo Antonio Tarnawiecki, fue presentado en Perú, y en agosto del mismo año, la misma producción fue presentada en México. El 8 de noviembre de 2005 se estrenó su obra comisionada por el Centro Cultural de España para el 3.º Festival de Música Contemporánea de Lima.
Escribe música para cine, teatro, vídeo, orquesta de cámara y coro. Ha recibido diversas distinciones en Estados Unidos y Europa. En México obtuvo el 3.er lugar del 5.º Concurso Nacional de Composición Coral en 2002. También obtuvo en 2004 el 3.er lugar del mismo concurso por la composición "Entre irse y quedarse". En octubre se presentó con el Ensamble Coral de Coyoacán en el Palacio del Arzobispado y otros foros con el programa "Corridos de la Revolución mexicana", la misma que será grabada en 2005.

## Premios
- Segundo premio por Paisajes Internos para Coro Mixto y Orquesta en España (1986).
- Tercer premio por Diáfano para Coro Mixto a 8 voces y piano, en el 7° Concurso Nacional de Composición Coral del Sistema Nacional de Fomento Musical de CONACULTA (2002)
- Tercer premio por Entre irse y quedarse para Coro Mixto a 8 voces, en el Concurso Nacional de Composición Coral del Sistema Nacional de Fomento Musical de CONACULTA (2004)

## Obras
- Cuarteto de cuerdas.
- Aulos III para flauta sola.
- Homenaje al Renacimiento para instrumentos antiguos.
- Piezas para 2 cornos, cello y piano.
- Poemas de aire, luz y sol para coro a capela.
- Aulos I para conjunto de cámara.
- Aleph para conjunto de cámara.
- Orientalia para conjunto de cámara.
- Auras para conjunto de cámara.
- Aurora I para clavecín amplificado y orquesta.
- Génesis para orquesta.
- Poemas de aire, agua, tierra, fuego y luz V para coro e instrumentos.
- Variaciones sobre un tema campa para piano.
- Fantasía barroca (en homenaje a Johann Sebastian Bach) para piano.
- Poemas de aire, agua, tierra, fuego y luz I para coro e instrumentos (1976).
- Poemas de aire, agua, tierra, fuego y luz II para coro e instrumentos (1981).
- Poemas de aire, agua, tierra, fuego y luz III para coro y orquesta (1981).
- Augurios de inocencia para conjunto de cámara (1982).
- Aurora II para clavecín amplificado y orquesta (1982).
- Génesis II para orquesta (1982).

### Música incidental
- Tu país está feliz (1971, textos de Antonio Miranda y música de Xulio Formoso y Tarnawiecki, grupo Cuatrotablas dirigido por Mario Delgado Vásquez.